# Saprinus frontistrius
Saprinus frontistrius är en skalbaggsart som beskrevs av Sylvain Auguste de Marseul 1855. Saprinus frontistrius ingår i släktet Saprinus och familjen stumpbaggar. Inga underarter finns listade i Catalogue of Life.